# Боље време
Боље време је четврти и последњи албум групе C-Ya пре њеног распада. Издат је 2003. године и до сада је најпопуларнији од свих њихових албума. Хит са тог албума је истоимена песма Боље време и спот. Такође се у њему налазе још неке мање познате песме као што су Кад се возимо, итд...

## Песме
Овај албум садржи следећих 11 песама:
1. Кад Се Возимо
2. Још Увек Први
3. Кад Мушкарци Плачу
4. Не Заборави
5. Године
6. Боље Време
7. Понекад Помислим
8. Још Једна Журка У Крају
9. Идем Само Право
10. Састанак
11. Шанавалава (Сећање )